# Пінджур
Пінджур (серб. pinđur / пинђур, болг. пинджур, мак. пинџур) — баклажанна ікра й однойменний баклажанний соус, одна з національних страв балканських країн. Готується в основному влітку. Популярна в Болгарії, Сербії, Македонії та Боснії і Герцеговині. Схожа на айвар, але відрізняється тим, що використовує саме баклажани, а не перець.

## Рецепти
У традиційний рецепт входять баклажани, помідори, червоний і чорний перець, цибуля, часник, олія, цукор і сіль. Приготування пінджура займає багато часу, оскільки деякі інгредієнти готуються кілька годин. Зазвичай порядок наступний:
- Запекти овочі в духовці на 40–45 хвилин.
- Перекласти їх в каструлю і залити холодною водою, потім накрити кришкою і готувати 20 хвилин на помірному вогні.
- Пропарені овочі охолодити, зняти шкірку і прибрати насіння з перцю.
- Пропустити овочі через м'ясорубку, дати стекти рідини, додати пропущений через прес часник, олію, сіль, перець та петрушку. Перед подачею перемішати.

Пінджур подається до м'яса, картоплі і свіжого хліба.